# 伊東長貞
伊東 長貞（いとう ながさだ）は、備中国岡田藩4代藩主。第3代藩主・伊東長治の長男。
万治元年（1658年）、父の死去により家督を継いだ。近江水口城や駿河駿府城の守備を務めた。
寛文4年（1664年）、藩邸を川辺の土居屋敷から岡田の中村屋敷に移した。
任務中の元禄6年（1693年）9月1日、駿府御加番所にて死去した。享年51。
跡を長男・長救が継いだ。

## 系譜
- 父：伊東長治（1628-1658）
- 母：松平勝隆の養女 - 松平重則の娘
- 正室：大久保教勝の娘
  - 長男：伊東長救（1662-1745）
- 生母不明の子女
  - 女子：遠山友春正室
  - 女子：斎藤三政正室
  - 女子：大嶋義也正室
  - 女子：酒井忠成正室 - のち神保親茂継室